# Telma Encarnação
Telma Raquel Velosa Encarnação, meglio nota come Telma Encarnação (Funchal, 11 ottobre 2001), è una calciatrice portoghese, attaccante dello Sporting Lisbona e della nazionale portoghese.

## Carriera

### Club
Nativa di Funchal, nell'isola di Madera, ha iniziato a giocare a calcio nell'ADRC Os Xavelhas, per poi entrare nelle giovanili del Marítimo all'età di 13 anni. Pochi anni dopo è passata alla prima squadra, con la quale ha conquistato nel 2018 una storica promozione nel Campeonato Nacional, la massima serie del campionato portoghese. Nelle stagioni successive è diventata una giocatrice chiave per la squadra e negli schemi di gioco dell'allenatore Luís Gabriel. Ha vinto il premio come migliore giocatrice del campionato portoghese per la stagione 2020-21.
Nell'estate 2024 ha lasciato il Marítimo dopo sei stagioni consecutive, durante le quali ha giocato complessivamente 117 partite e realizzato 84 reti, trasferendosi allo Sporting Lisbona. All'inizio della stagione 2024-25 ha subito segnato alcune reti decisive: il 23 agosto ha realizzato una delle due reti con le quali lo Sporting ha battuto il Benfica nella finale della Supercoppa del Portogallo, mentre il 7 settembre ha realizzato una doppietta che ha permesso allo Sporting di battere 2-0 le islandesi del Breiðablik e, così, superare il primo turno dell'UEFA Women's Champions League.

### Nazionale
Telma Encarnação ha fatto parte delle selezioni giovanili nazionali Under-16, Under-17 e Under-19, giocando le partite di qualificazione alle fasi finali dei campionati europei di categoria.
Ha fatto il suo esordio nella nazionale maggiore il 10 novembre 2018 nell'amichevole vinta contro il Galles, scendendo in campo nel secondo tempo al posto di Laura Luís, anch'ella proveniente da Madera. Convocata dal selezionatore Francisco Neto per le partite di qualificazione al campionato europeo 2022, ha giocato nell'aprile 2021 le due partite di andata e ritorno contro la Russia, valide come spareggio per l'accesso alla fase finale del campionato europeo 2022, che vide prevalere le russe. Dopo l'esclusione della Russia dalla fase finale del campionato europeo 2022, il suo posto è stato assegnato al Portogallo ed Encarnação ha fatto parte della rosa delle calciatrici selezionate da Francisco Neto. Ha giocato pochi minuti in due partite del campionato, dal quale le portoghesi sono state eliminate alla fase a gironi.
Convocata regolarmente in nazionale sia per le amichevoli che per le partite valide per le qualificazioni al campionato mondiale 2023, è stata convocata da Neto per la fase finale del mondiale, al quale il Portogallo s'era qualificato per la prima volta nella sua storia. Ha realizzato la prima rete nella vittoria per 2-0 sul Portogallo nella fase a gironi, nonché la prima rete della nazionale lusitana al campionato mondiale.

## Statistiche

### Cronologia presenze e reti in nazionale
| Cronologia completa delle presenze e delle reti in nazionale ― Portogallo | Cronologia completa delle presenze e delle reti in nazionale ― Portogallo | Cronologia completa delle presenze e delle reti in nazionale ― Portogallo | Cronologia completa delle presenze e delle reti in nazionale ― Portogallo | Cronologia completa delle presenze e delle reti in nazionale ― Portogallo | Cronologia completa delle presenze e delle reti in nazionale ― Portogallo | Cronologia completa delle presenze e delle reti in nazionale ― Portogallo | Cronologia completa delle presenze e delle reti in nazionale ― Portogallo |
| Data                                                                      | Città                                                                     | In casa                                                                   | Risultato                                                                 | Ospiti                                                                    | Competizione                                                              | Reti                                                                      | Note                                                                      |
| ------------------------------------------------------------------------- | ------------------------------------------------------------------------- | ------------------------------------------------------------------------- | ------------------------------------------------------------------------- | ------------------------------------------------------------------------- | ------------------------------------------------------------------------- | ------------------------------------------------------------------------- | ------------------------------------------------------------------------- |
| 10-11-2018                                                                | Rio Maior                                                                 | Portogallo                                                                | 1 – 0                                                                     | Galles                                                                    | Amichevole                                                                | -                                                                         | 59’                                                                       |
| 13-11-2018                                                                | Cova da Piedade                                                           | Portogallo                                                                | 0 – 0                                                                     | Galles                                                                    | Amichevole                                                                | -                                                                         | 75’                                                                       |
| 23-10-2020                                                                | Larnaca                                                                   | Cipro                                                                     | 0 – 3                                                                     | Portogallo                                                                | Qual. Euro 2022                                                           | -                                                                         | 65’                                                                       |
| 27-10-2020                                                                | Estoril                                                                   | Portogallo                                                                | 1 – 0                                                                     | Cipro                                                                     | Qual. Euro 2022                                                           | -                                                                         | 65’                                                                       |
| 23-2-2021                                                                 | Larnaca                                                                   | Scozia                                                                    | 0 – 2                                                                     | Portogallo                                                                | Qual. Euro 2022                                                           | -                                                                         | 89’                                                                       |
| 9-4-2021                                                                  | Lisbona                                                                   | Portogallo                                                                | 0 – 1                                                                     | Russia                                                                    | Qual. Euro 2022 - Play-off                                                | -                                                                         | 77’                                                                       |
| 13-4-2021                                                                 | Mosca                                                                     | Russia                                                                    | 0 – 0                                                                     | Portogallo                                                                | Qual. Euro 2022 - Play-off                                                | -                                                                         | 60’                                                                       |
| 11-6-2021                                                                 | Houston                                                                   | Stati Uniti                                                               | 1 – 0                                                                     | Portogallo                                                                | Amichevole                                                                | -                                                                         | 82’                                                                       |
| 14-6-2021                                                                 | Houston                                                                   | Portogallo                                                                | 3 – 3                                                                     | Nigeria                                                                   | Amichevole                                                                | 1                                                                         | 57’                                                                       |
| 16-9-2021                                                                 | Alanya                                                                    | Turchia                                                                   | 1 – 1                                                                     | Portogallo                                                                | Qual. Mondiali 2023                                                       | -                                                                         | 74’                                                                       |
| 19-9-2021                                                                 | Rishon LeZion                                                             | Israele                                                                   | 0 – 4                                                                     | Portogallo                                                                | Qual. Mondiali 2023                                                       | 1                                                                         | 61’                                                                       |
| 22-2-2022                                                                 | Lisbona                                                                   | Portogallo                                                                | 4 – 0                                                                     | Grecia                                                                    | Amichevole                                                                | -                                                                         |                                                                           |
| 25-2-2022                                                                 | Estoril                                                                   | Portogallo                                                                | 1 – 0                                                                     | Grecia                                                                    | Amichevole                                                                | -                                                                         | 67’                                                                       |
| 28-2-2022                                                                 | Estoril                                                                   | Portogallo                                                                | 1 – 1                                                                     | Australia                                                                 | Amichevole                                                                | 1                                                                         | 64’ 67’                                                                   |
| 9-7-2022                                                                  | Leigh                                                                     | Portogallo                                                                | 2 – 2                                                                     | Svizzera                                                                  | Euro 2022 - Fase a gironi                                                 | -                                                                         | 83’                                                                       |
| 13-7-2022                                                                 | Leigh                                                                     | Svezia                                                                    | 5 – 0                                                                     | Portogallo                                                                | Euro 2022 - Fase a gironi                                                 | -                                                                         | 84’                                                                       |
| 6-9-2022                                                                  | Vizela                                                                    | Portogallo                                                                | 4 – 0                                                                     | Turchia                                                                   | Qual. Mondiali 2023                                                       | 1                                                                         | 64’                                                                       |
| 11-10-2022                                                                | Paços de Ferreira                                                         | Portogallo                                                                | 4 – 1 dts                                                                 | Islanda                                                                   | Qual. Mondiali 2023 - Play-off                                            | -                                                                         | 115’                                                                      |
| 17-2-2023                                                                 | Hamilton                                                                  | Nuova Zelanda                                                             | 0 – 5                                                                     | Portogallo                                                                | Amichevole                                                                | -                                                                         | 78’                                                                       |
| 7-4-2023                                                                  | Guimarães                                                                 | Portogallo                                                                | 1 – 2                                                                     | Giappone                                                                  | Amichevole                                                                | -                                                                         | 87’                                                                       |
| 11-4-2023                                                                 | Guimarães                                                                 | Portogallo                                                                | 1 – 1                                                                     | Galles                                                                    | Amichevole                                                                | 1                                                                         | 68’                                                                       |
| 1-7-2023                                                                  | Milton Keynes                                                             | Inghilterra                                                               | 0 – 0                                                                     | Portogallo                                                                | Amichevole                                                                | -                                                                         | 63’                                                                       |
| 7-7-2023                                                                  | Porto                                                                     | Portogallo                                                                | 2 – 0                                                                     | Ucraina                                                                   | Amichevole                                                                | -                                                                         | 77’                                                                       |
| 23-7-2023                                                                 | Dunedin                                                                   | Paesi Bassi                                                               | 1 – 0                                                                     | Portogallo                                                                | Mondiali 2023 - Fase a gironi                                             | -                                                                         | 78’                                                                       |
| 27-7-2023                                                                 | Hamilton                                                                  | Portogallo                                                                | 2 – 0                                                                     | Vietnam                                                                   | Mondiali 2023 - Fase a gironi                                             | 1                                                                         | 75’                                                                       |
| 1-8-2023                                                                  | Auckland                                                                  | Portogallo                                                                | 0 – 0                                                                     | Stati Uniti                                                               | Mondiali 2023 - Fase a gironi                                             | -                                                                         | 81’                                                                       |
| 22-9-2023                                                                 | Valenciennes                                                              | Francia                                                                   | 2 – 0                                                                     | Portogallo                                                                | UEFA Women's Nations League 2023-2024 - Fase a gironi                     | -                                                                         | 63’                                                                       |
| 26-9-2023                                                                 | Barcelos                                                                  | Portogallo                                                                | 3 – 2                                                                     | Norvegia                                                                  | UEFA Women's Nations League 2023-2024 - Fase a gironi                     | -                                                                         | 90+3’                                                                     |
| 27-10-2023                                                                | Altach                                                                    | Austria                                                                   | 2 – 1                                                                     | Portogallo                                                                | UEFA Women's Nations League 2023-2024 - Fase a gironi                     | -                                                                         | 77’                                                                       |
| 31-10-2023                                                                | Póvoa de Varzim                                                           | Portogallo                                                                | 1 – 2                                                                     | Austria                                                                   | UEFA Women's Nations League 2023-2024 - Fase a gironi                     | -                                                                         | 85’                                                                       |
| 5-12-2023                                                                 | Leiria                                                                    | Portogallo                                                                | 0 – 1                                                                     | Francia                                                                   | UEFA Women's Nations League 2023-2024 - Fase a gironi                     | -                                                                         | 70’                                                                       |
| 21-2-2024                                                                 | Estoril                                                                   | Portogallo                                                                | 2 – 1                                                                     | Rep. Ceca                                                                 | Amichevole                                                                | -                                                                         | 65’                                                                       |
| 27-2-2024                                                                 | Estoril                                                                   | Portogallo                                                                | 5 – 1                                                                     | Corea del Sud                                                             | Amichevole                                                                | 1                                                                         | 67’                                                                       |
| 31-5-2024                                                                 | Leiria                                                                    | Portogallo                                                                | 4 – 0                                                                     | Irlanda del Nord                                                          | Qual. Euro 2025                                                           | -                                                                         | 77’                                                                       |
| 4-6-2024                                                                  | Lurgan                                                                    | Irlanda del Nord                                                          | 1 – 2                                                                     | Portogallo                                                                | Qual. Euro 2025                                                           | -                                                                         | 90’                                                                       |
| 12-7-2024                                                                 | Zenica                                                                    | Bosnia ed Erzegovina                                                      | 0 – 0                                                                     | Portogallo                                                                | Qual. Euro 2025                                                           | -                                                                         | 69’                                                                       |
| 16-7-2024                                                                 | Leiria                                                                    | Portogallo                                                                | 3 – 1                                                                     | Malta                                                                     | Qual. Euro 2025                                                           | -                                                                         | 85’                                                                       |
| Totale                                                                    |                                                                           | Presenze                                                                  | 37                                                                        |                                                                           | Reti                                                                      | 7                                                                         |                                                                           |

## Palmarès

### Club
- Supercoppa di Portogallo femminile: 1

Sporting Lisbona: 2024